# (296928) Francescopalla
(296928) Francescopalla est un astéroïde de la ceinture principale.

## Description
(296928) Francescopalla est un astéroïde de la ceinture principale. Il fut découvert le 17 février 1994 à San Marcello Pistoiese par Luciano Tesi et Gabriele Cattani. Il présente une orbite caractérisée par un demi-grand axe de 3,02 UA, une excentricité de 0,23 et une inclinaison de 10,8° par rapport à l'écliptique.